# Vilanova de Banat
Vilanova de Banat es una localidad española del municipio de Alàs i Cerc, perteneciente a la provincia de Lérida, en la comunidad autónoma de Cataluña.

## Historia
Hacia mediados del siglo XIX, el lugar tenía contabilizada una población de 168 habitantes. Aparece descrito en el decimosexto volumen del Diccionario geográfico-estadístico-histórico de España y sus posesiones de Ultramar de Pascual Madoz de la siguiente manera:

VILANOVA DE BANAT: l. en la prov. de Lérida (21 leg.), part. jud. y dióc. de Seo de Urgel (1 1/4), aud. terr. y c. g. de Barcelona (21), ayunt. de Ortadó Lletó. sit. en la pendiente de una sierra; su clima es frio. Tiene 20 casas; igl. parr. (Sta. Cecilia) servida por un cura de térm. y provision del ordinario; cementerio y buenas aguas potables. Confina N. el r. Segre; E. Ansobell y Arseguel; S. montaña de Cadi y O. Ortadó. El terreno es de secano y de mala calidad. Los caminos son locales: la correspondencia se recibe de Seo de Urgel. prod.: trigo, centeno, legumbres, patatas y pastos; cria ganado lanar, cabrio, vacuno y de cerda, y caza de perdices, liebres y conejos. pobl.: 22 vec., 168 almas. cap. imp.: 51,923 rs. contr.: el 14'48 por 100 de esta riqueza.
(Madoz, 1850, p. 73)

En la actualidad pertenece al municipio de Alàs i Cerc. En 2022, la entidad singular de población tenía empadronados 17 habitantes y el núcleo de población 15 habitantes.